# Lars Helmer
Lars Helmer (* 1969 in Flensburg) ist ein deutscher Theaterregisseur und Dramaturg.

## Leben
Nach der Schauspielausbildung in Hamburg reüssierte er schnell als Regisseur an Theatern in Detmold, Coburg, Dinkelsbühl, Pforzheim, Regensburg, München, Weilheim, Coesfeld und Billerbeck. Am Landestheater Coburg war er zudem von 1995 bis 1997 als Gründer und Leiter des Kinder- und Jugendtheaters CAKTuS (Coburger AktionsKreis Theater und Schule) tätig. Für seine Inszenierung Der Junge im Bus von Suzanne van Lohuizen erhielt er dort 1997 den mit 5000 DM dotierten Kinder- und Jugendtheaterpreis der Bayerischen Theatertage.
Ab 2004 war Helmer Leitender Dramaturg und Stellvertreter des Intendanten Thorsten Weckherlin am Landestheater Burghofbühne in Dinslaken, dem er 2014 in selber Position ans Landestheater Tübingen folgte.
Er verfasste Bühnenfassungen der Romane Homo Faber von Max Frisch, Das Versprechen und Der Richter und sein Henker von Friedrich Dürrenmatt, Bekenntnisse des Hochstaplers Felix Krull von Thomas Mann und Die drei Musketiere von Alexandre Dumas.
Zu seinen Inszenierungen gehörten Harry's Christmas von Steven Berkoff, Hotel zu den zwei Welten von Éric-Emmanuel Schmitt, Die Muschelsucher nach Rosamunde Pilcher oder Die Klatschmohnfrau von Noëlle Châtelet mit Ingrid van Bergen in der Hauptrolle. Bereits dreimal führte ihn die Regietätigkeit mit Diana Körner zusammen: 1998 in Dinkelsbühl bei Goethes Stella (zusammen mit Tochter Lara-Joy Körner), 2001 bei 40 Karat von Barillet/Gredy in München und 2004 für die Zwei-Personen-Fassung der Maria Stuart von Dacia Maraini zunächst beim Weilheimer Theatersommer, dann am Landestheater Burghofbühne Dinslaken. 2000/2001 führte er an der Komödie im Bayerischen Hof Regie bei Pu der Bär von A.A. Milne.
Seit 2006 läuft regelmäßig mit großem Erfolg die von ihm initiierte Lesereihe Kneipenlyrik in Dinslaken. Für die RUHR.2010 – Kulturhauptstadt Europas schrieb und inszenierte er Die Rein-Raus-Revue, eine Lokalposse, die in einer Straßenbahn spielt.
Helmer reaktivierte 2008 den Kathrin-Türks-Preis der Sparkasse Dinslaken-Voerde-Hünxe und der Stadt Dinslaken. Dieser im zweijährlichen Turnus ausgeschriebene Jugendtheaterpreis wird im Gedenken an die Namenspatronin Kathrin Türks ausschließlich an Autorinnen vergeben. Preisträgerin 2008 war Eva Rottmann für ihr Stück Eidechsen und Salamander, 2010 gewann Magdalena Grazewicz für Nachts werden wir erwachsen und 2012 Anja Tuckermann für Warten, dass das Leben beginnt...

## Preise und Auszeichnungen
- 2007: Stipendium Paul Maar des Kinder- und Jugendtheaterzentrums in Deutschland